# Kozacy amurscy

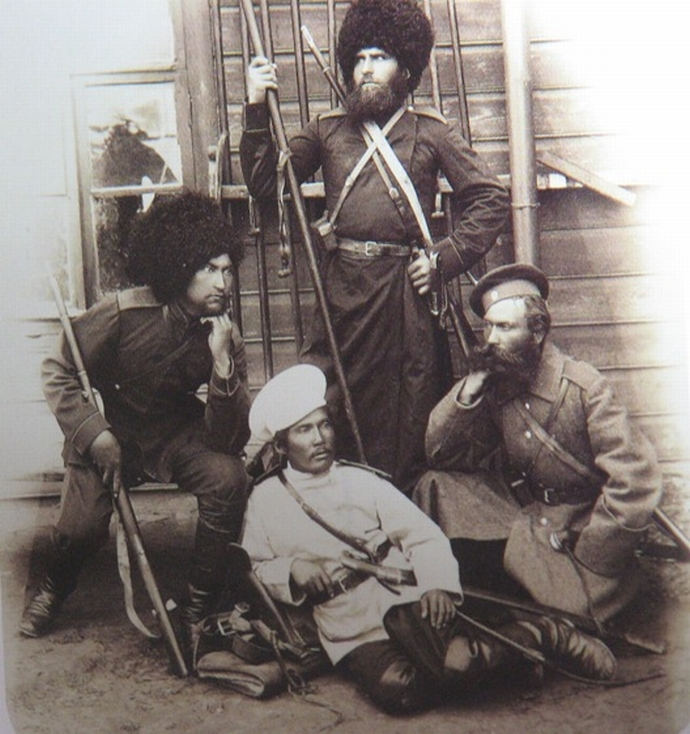
Czwórka kozaków amurskich

Kozackie Wojsko Amurskie (rosyjski: Амурское казачье войско) – oddziały kozackie utworzone w regionie amurskim i Kraju Nadmorskim w Rosji. Formacje te zostały stworzone w latach 50. XIX wieku z wcielonych do nich Kozaków przesiedlonych znad Bajkału i wolnych górników z okolic Nerczyńska.
Akcje przesiedleńcze rozpoczęły się w 1854. Cztery lata później, w 1858 roku, utworzona została tu pierwsza kozacka stanica. Dekret ogłaszający oficjalne powołanie Kozackiego Wojska Amurskiego został wydany w 1860 roku. Początkowo było ono podporządkowane gubernatorowi wojskowemu regionu amurskiego i Kraju Nadmorskiego, ale od 1879 podlegało jedynie pod wojskowe władze regionu amurskiego. Większość kozackiego wojska została skoszarowana w Błagowieszczeńsku.
Głównym zajęciem tych formacji było patrolowanie granic Imperium Rosyjskiego wzdłuż rzek Amur i Ussuri. W 1889 roku, dla obrony granic nad rzeką Ussuri powołano osobne oddziały kozackie – Kozackie Wojsko Ussuri. Kozacy amurscy służyli również na okrętach pływających po obydwu tych wielkich rzekach. W czasie pokoju pod bronią znajdował się jeden regiment kawalerii (cztery sotnie) i jeden pluton gwardii. W razie wojny powoływano dwa regimenty kawalerii, jeden pluton gwardii oraz sześć sotni (pięć specjalnych i jedną rezerwową) – w sumie 3600 żołnierzy. Na terenie regionu amurskiego znajdowało się około 120 osad kozackich, a ich populacja liczyła około 50 tys. ludzi. Jako wynagrodzenie za służbę wojskową otrzymywali nadania ziemskie. W ich rękach znajdowało się około 64 000 km² ziemi.
Kozackie Wojsko Amurskie brało udział w tłumieniu powstania bokserów w Chinach, wojnie rosyjsko-japońskiej i I wojnie światowej. W czasie wojny domowej, wielu kozaków amurskich, w przeciwieństwie do kozaków dońskich czy tereckich, opowiedziało się po stronie bolszewików.